# Gary Oldman
Sir Gary Oldman (* 21. března 1958 Londýn) je britský herec, spisovatel, režisér a producent. Narodil se v chudé londýnské čtvrti jako syn svářeče, který od rodiny odešel, když bylo Garymu sedm. Jeho hereckým vzorem byl Malcolm McDowell.

## Filmografie
- Meantime (1981)
- Remembrance (1982)
- Morgan's Boy (1984)
- Honest, Decent & True (1985) – TV film
- Sid a Nancy (1986)
- Nastražte uši (1987)
- Velmi si vás vážíme (1988)
- Trestní zákon (1988)
- Track 29 (1988)
- The Firm (1988) – TV film
- Chattahoochee (1989)
- Stav milosti (1990)
- Rosencrantz a Guildenstern jsou mrtvi (1990)
- Henry & June (1990)
- JFK (1991)
- Heading Home (1991) – TV film
- Drákula (1992)
- Romeo krvácí (1993)
- Pravdivá romance (1993)
- Padlí andělé (1993) – TV film
- Přátelé (1994) – TV film
- Nehynoucí láska (1994)
- Leon (1994)
- Vražda prvního stupně (1995)
- Šarlatové písmeno (1995)
- Basquiat (1996)
- Pátý element (1997)
- Air Force One (1997)
- Ztraceni ve vesmíru (1998)
- Kouzelný meč – Cesta na Camelot (1998)
- Biblické příběhy: Ježíš (1999)
- Kandidáti (2000)
- Hannibal (2001)
- Dva muži a batole (2001)
- Interstate 60 (2002)
- The Hire: Beat the Devil (2002)
- Hřích (2003)
- Ďáblíci (2003)
- Stůj, ten mobil není tvůj (2004)
- Harry Potter a vězeň z Azkabanu (2004)
- Harry Potter a Ohnivý pohár (2005)
- Batman začíná (2005)
- Bosque de sombras (2006)
- Harry Potter a Fénixův řád (2007)
- Temný rytíř (2008)
- Rain Fall (2009)
- Planet 51 (2009)
- Nenarození (2009)
- Vánoční koleda (2009)
- The Book of Eli (2010)
- Harry Potter a relikvie smrti (2011)
- Jeden musí z kola ven (2011)
- Temný rytíř povstal (2012)
- Monie: the Movie (2013)
- Paranoia (2013)
- Dítě číslo 44 (2014)
- Robocop (2014)
- Nejtemnější hodina (2017)
- Útok z hlubin (2018)
- Tau (2018)
- Anonymní zabijáci (2019)
- Kurýr: Zásilka smrti (2019)
- Mary (2019)
- Prací automat (2019)
- Mank (2020)
- Crisis (2021)
- Zabijákova žena & bodyguard (2021)
- Žena v okně (2021)